# Stibarobdella macrothela
A Stibarobdella macrothela a nyeregképzők (Clitellata) osztályának az ormányos nadályok (Rhynchobdellida) rendjébe, ezen belül a halpiócafélék (Piscicolidae) családjába tartozó faj.
A Stibarobdella piócanem típusfaja.

## Előfordulása
A Stibarobdella macrothela előfordulási területe főleg az Atlanti-óceán nyugati felén van. Az Amerikai Egyesült Államokbeli Észak-Karolinától kezdve a Mexikói-öblön és a Karib-térségen keresztül, egészen Brazíliáig található meg. A szinonimái alapján Japán és Tasmania tengeri vizeiben is észlelték.

## Életmódja
Ez a piócafaj egy tengeri élősködő, amely főleg a cápák: bronzcápa (Carcharhinus brachyurus) és sötétcápa (Carcharhinus obscurus) vérével táplálkozik. A cápák mellett egyes rákokon és lepényhalféléken is élősködik.